# UCOSII
μC/OS-II由Micrium公司提供，是一个可移植、可固化的、可裁剪的、占先式多任务实时内核，它适用于多种微处理器，微控制器和数字处理芯片（已经移植到超过100种以上的微处理器应用中）。同时，该系统源代码开放、整洁、一致，注释详尽，适合系统开发。
μC/OS-II已经通过联邦航空局（FAA）商用航行器认证，符合航空无线电技术委员会（RTCA）DO-178B标准。

## 特性
μC/OS-II可管理多达63个应用任务，并可以提供如下服务：
- 信号量
- 互斥信号量
- 事件标识
- 消息邮箱
- 消息队列
- 任务管理
- 固定大小内存块管理
- 时间管理

另外，在μC/OS-II内核之上，有如下独立模块可供用户选择：
- μC/FS文件系统模块
- μC/GUI图形软件模块
- μC/TCP-IP协议栈模块
- μC/USB协议栈模块

## 书籍
- Jean J.Labrosse先生写的《μC/OS-II，实时内核》（ISDN1-57820-103-9）详细分析了μC/OS-II内核。